# Mường Tè (thị trấn)
Mường Tè là thị trấn huyện lỵ của huyện Mường Tè, tỉnh Lai Châu, Việt Nam.

## Địa lý
Thị trấn Mường Tè có vị trí địa lý:
- Phía đông giáp xã Bum Nưa
- Phía tây và phía bắc giáp xã Bum Tở
- Phía nam giáp các xã Bum Tở và Bum Nưa

Thị trấn Mường Tè có diện tích 12,45 km², dân số năm 2019 là 5.421 người, mật độ dân số đạt 435 người/km².

## Lịch sử
Thị trấn Mường Tè, cùng với hai xã bao quanh lân cận là Bum Tở và Bum Nưa, xưa đều có chung một tên gọi bản địa (thổ âm) là Mường Bẩm (hay Mương Bum, hoặc Mường Boum). Mường Bẩm là thủ phủ của châu Lễ Tuyền phủ An Tây xứ Hưng Hóa Đại Việt (Việt Nam).
Đầu thế kỷ XX, thời Pháp thuộc, thị trấn Mường Tè nằm trong khu Mường Boum châu Quỳnh Nhai tỉnh Lai Châu xứ Bắc Kỳ, Liên bang Đông Dương thuộc Pháp. Khu Mường Boum châu Quỳnh Nhai khi đó gồm các xã: Ban Nam Cao (扳南高, nay thuộc xã Hua Bum), Ta Tung (馱蹤, tức Ta Leng Po, nay thuộc Hua Bum), Ban Na Trát (扳那扎, nay thuộc Bum Nưa), Mường Boum, Mường Mò (猛摸, nay là Mường Mô).
Thị trấn Mường Tè được thành lập vào ngày 13 tháng 2 năm 1987 theo Quyết định số 24/HĐBT về việc điều chỉnh địa giới hành chính một số xã, thị trấn của các huyện Điện Biên và Mường Tè thuộc tỉnh Lai Châu. Theo đó, chia xã Bum Tở thành xã Bum Tở và thị trấn Mường Tè, thị trấn huyện lỵ huyện Mường Tè. Thị trấn Mường Tè có 628 ha diện tích tự nhiên với 1.752 người.